# Proteste postelettorali negli Stati Uniti d'America del 2020-2021
Le proteste avvenute dopo le elezioni presidenziali negli Stati Uniti d'America del 2020 sono state una serie di manifestazioni di contestazione o ribellione, non sempre organizzate o autorizzate, in corso in diverse città statunitensi condotte dai manifestanti a supporto del Presidente Repubblicano Donald Trump e da quelli a favore dello sfidante Democratico Joe Biden. Le elezioni si sono svolte il 3 novembre 2020, diversi media hanno indicato Joe Biden come vincitore delle elezioni quando quest'ultimo ha raggiunto il numero necessario di seggi elettorali per ottenere la vittoria.
La campagna elettorale di Donald Trump ha contestato la legittimità dei risultati elettorali, intentando numerose cause legali, chiedendo la ripetizione dei conteggi dei voti e sostenendo che il voto per corrispondenza fosse stato oggetto di brogli elettorali in favore del candidato Democratico.

## Cause
Un fenomeno noto agli analisti politici è il cosiddetto miraggio rosso: alle elezioni, durante la prima fase dello spoglio delle schede elettorali che avviene la notte stessa, spesso risulta in vantaggio il Partito Repubblicano (che si identifica con il colore rosso). 
Il divario può essere colmato dal Partito Democratico durante le fasi successive dello spoglio, nelle ore e nei giorni successivi.
Gli analisti hanno finora identificato tre cause:
- Il sistema elettorale funziona per distretti: i distretti più rurali, a poca densità di popolazione, dove sono maggioritari i repubblicani, terminano il conteggio prima, mentre i distretti cittadini, più popolosi, richiedono più tempo per lo scrutinio.
- Un altro fattore sembra essere quello delle schede provvisorie (provisional ballots) autorizzate dal 2002 nel caso in cui gli elettori non si fossero registrati prima delle elezioni nei registri elettorali.[6]
- Nel 2020 si discusse dell'impatto del voto per corrispondenza, mai così sfruttato prima della pandemia di Covid-19 e che quest'ultimo fosse utilizzato soprattutto dagli elettori democratici, tale da portare i risultati delle elezioni nelle mani del candidato Joe Biden mentre venivano conteggiati..[7]

Formalmente, i risultati forniti durante la notte elettorale non sono ufficiali, bensì previsioni che possono essere smentite dal proseguire dello scrutinio. Tuttavia, secondo Edward Foley, che studia il fenomeno dal 2013 la discrepanza sempre crescente tra previsioni e risultati ufficiali disorienta gli elettori e può essere occasione di contese.
Il Presidente Donald Trump, già dalle prime ore del 4 novembre, ha contestato il conteggio dei voti definendoli frode elettorale ed ha osservato che: "Vinceremo. Per quanto mi riguarda, abbiamo già vinto.". Il 5 novembre, Trump pubblica un tweet in cui chiede di fermare il conto delle schede ("Stop the count!").

## Proteste
Le proteste sono iniziate in alcune città degli Stati Uniti prima del termine del conteggio dei voti in alcuni stati. Mentre molte proteste sono state pacifiche, sia i sostenitori di Trump, che i sostenitori di Biden hanno riportato numerosi feriti e arresti. La Guardia Nazionale dell'Oregon è stata mobilitata a Portland per calmare i disordini causati dalle proteste.

### Pro-Trump
Eventi pro-Trump si sono svolti in tutto il paese a partire dal 4 novembre.

#### 2020

##### 4 novembre
- A Phoenix, Arizona i manifestanti pro-Trump si sono riuniti per chiedere il conteggio dei voti rimanenti della città. Lo stesso giorno si sono verificate numerose proteste sia per i brogli elettorali che per la disuguaglianza razziale, in città tra cui Los Angeles, Seattle, Houston, Pittsburgh, Minneapolis e San Diego.[10]

##### 5 novembre
- Facebook ha rimosso una pagina chiamata "Stop the Steal". che i sostenitori di Trump hanno utilizzato per organizzare le proteste contro i brogli elettorali dopo le accuse dello stesso Presidente. La pagina ha raggiunto 300 000 follower prima che Facebook lo chiudesse perché "incitava alla violenza". È stato analizzato in seguito, che nel gruppo "Stop the Steal" si aggiungevano 1 000 nuovi membri ogni 10 secondi, riscuotendo un elevato successo sulla piattaforma.[11]
- Ad Atlanta, mentre i lavoratori conteggiavano le schede elettorali all'interno della State Farm Arena, i manifestanti pro-Trump si sono riuniti all'esterno cantando "Stop the cheat!" (Fermate l'imbroglio!)

##### 6 novembre
- A Detroit, manifestanti armati pro-Trump si sono radunati all'esterno della sala di conteggio del TFC Center mentre Joe Biden e Kamala Harris hanno preso vantaggio nelle elezioni presidenziali.[12]
- A Youngstown, Ohio, circa 50 manifestanti pro-Trump si sono radunati davanti all'emittente televisiva WKBN, queste manifestazioni venivano definite "violente" e si pensava che venissero organizzate dal Presidente stesso.
- Proteste pro-Trump si sono svolte in Arizona, Pennsylvania e Michigan. In Arizona, il teorico della cospirazione di estrema destra Alex Jones ha invitato i manifestanti a "circondare la Casa Bianca e sostenere il Presidente".[13]

##### 7 novembre
- A North Las Vegas, 100 sostenitori di Trump hanno manifestato davanti al dipartimento elettorale della contea di Clark.[14]
- A Lansing, più di 500 sostenitori di Trump hanno protestato al Campidoglio per quella che considerano una "corsa presidenziale truccata" e che ha portato l'elezione di Biden come presidente eletto. Per illustrare la frode elettorale, un manifestante ha sottolineato una teoria secondo cui Biden abbia ricevuto il 100% dei voti (130 000 voti) dal Michigan, durante un aggiornamento dei risultati delle elezioni presidenziali.[15]
- A Raleigh, nella Carolina del Nord, Ryan Fournier, co-fondatore del movimento Students for Trump, ha guidato alle manifestazioni "Stop the Steal" all'Halifax Mall ed all'Executive Mansion del Nord Carolina.[16]
- A Salem, nell'Oregon, sono avvenute due diverse proteste contro i brogli elettorali, nella quale quattro persone sono state arrestate.[17]

##### 8 novembre
- A Phoenix, in Arizona, centinaia di sostenitori di Trump, molti dei quali armati, hanno protestato contro la vittoria di Biden, sostenendo che il Partito Democratico avesse rubato le elezioni. Alla protesta si presentarono anche piccoli gruppi di contro-manifestanti.[18]
- Ad Austintown, Ohio, centinaia di manifestanti pro-Trump si sono radunati davanti alle imprese locali con l'intento di marciare verso il Walmart locale.[19]

##### 14 novembre

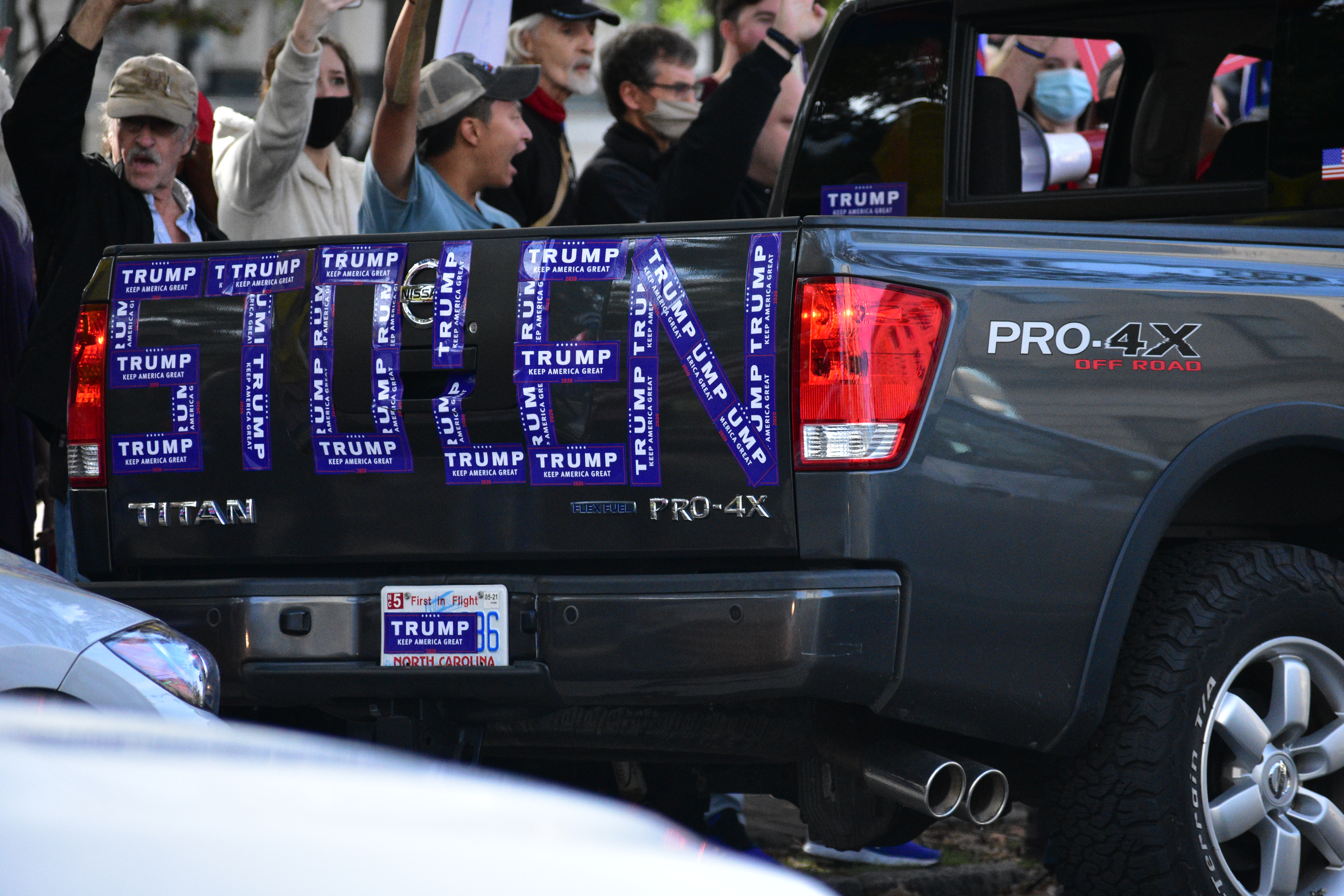
Protestatori pro-Trump a Raleigh, 14 novembre 2020.

- A Washington, D.C. migliaia di manifestanti si sono mobilitati per sostenere le affermazioni sui brogli elettorali del presidente Trump. I partecipanti includevano nazionalisti bianchi e membri di gruppi di estrema destra come i Proud Boys, con indosso elmetti e giubbotti antiproiettile. Hanno partecipato anche alcuni membri del Congresso Repubblicano. I manifestanti hanno dato vari nomi alle loro proteste, tra i quali "Million MAGA March", "Stop the Steal" e "March 4 Trump".[20]

Il Presidente Donald Trump ha salutato i manifestanti mentre il suo corteo composto dai servizi segreti ha superato la Freedom Plaza sulla Pennsylvania Avenue. Il Dipartimento di Polizia Metropolitana di Washington ha dichiarato di aver inizialmente arrestato 20 persone per possesso illecito di armi da fuoco, aggressione e aggressione ad un agente di polizia.
Dopo il tramonto, sono scoppiate numerose risse tra manifestanti e contro-manifestanti. Gli anti-Trump hanno iniziato a rubare cappelli e bandiere del MAGA e a dargli fuoco. Mentre i disordini causati dalle proteste continuavano, sono stati fatti esplodere dei fuochi d'artificio.
I disordini sono arrivati al culmine quando a pochi passi dalla Casa Bianca, sono scoppiate risse tra manifestanti e contro-manifestanti, alcuni di loro avevano anche dei manganelli. Ci sono voluti svariati minuti prima che la polizia riuscisse ad intervenire e a dividere i due gruppi. Durante la mischia, un uomo è stato pugnalato alla schiena e portato in ospedale d'urgenza.

##### 18 novembre
- Il presentatore di talk show Alex Jones e il commentatore politico Nick Fuentes hanno guidato un gruppo di manifestanti senza mascherina nella protesta "Stop the Steal" nel Georgia State Capitol di Atlanta. In seguito ha esortato i supporter ad "andare nella capitale della Georgia e circondare la villa del governatore".[21]

##### 21 novembre
- A Sacramento, duecento manifestanti hanno partecipato alla protesta a sostegno del Presidente. I manifestanti hanno marciato verso Cesar Chavez Plaza. Un manifestante è stato arrestato a causa di una rissa.[22]

##### 26 novembre
- A Chicago, per lo più manifestanti senza mascherina, hanno tenuto una manifestazione a sostegno di Trump al Millennium Park. I leader includevano Edgar "Remy del Toro" Gonzalez, presidente della sezione di Chicago dei Proud Boys, e sostenitori delle forze dell'ordine, mentre si sono presentati pochi attivisti anti-Trump.[23]

##### 5 dicembre
- In Michigan, il Segretario di Stato, Jocelyn Benson, ha twittato che un grosso numero di manifestanti armati si sono radunati all'esterno della sua abitazione privata intonando "Stop the Steal". I video sulla protesta sono stati successivamente caricati sui social media e parte della protesta è stata trasmetta in live streaming su Facebook.[24]

##### 19 dicembre
- A Sacramento, la polizia ha effettuato diversi arresti vicino al Campidoglio dello Stato della California mentre manifestanti pro-Trump ed anti-Trump si sono scontrati sui risultati delle elezioni presidenziali. Dopo le elezioni, gruppi di estrema destra come i Proud Boys hanno protestato vicino al Campidoglio contro quelle che affermano essere stata un'elezione fraudolenta. La polizia ha effettuato diversi arresti.[25]

#### 2021

##### 4 gennaio
- il leader dei Proud Boys, Enrique Tarrio, è stato arrestato ed accusato di aver distrutto un cartello Black Lives Matter in una storica chiesa nera di Washington, D.C. durante la manifestazione del 12 dicembre.[26]

##### 6 gennaio
- Il 6 gennaio, i manifestanti hanno marciato verso il Campidoglio degli Stati uniti, violando le diverse barricate della polizia e facendo irruzione all'interno dell'edificio vandalizzandolo. Le persone all'interno del Campidoglio sono state evacuate e la certificazione elettorale interrotta. Ai membri del Congresso è stato indicato di indossare maschere antigas dopo che le forze dell'ordine sono dovute arrivare all'utilizzo di gas lacrimogeni per respingere i manifestanti.[27]

### Anti-Trump

#### 4 novembre
- A Chicago, centinaia di manifestanti anti-Trump si sono riuniti per esprimere la loro rabbia verso la richiesta di Trump di interrompere il conteggio dei voti.[28]
- A Houston, si sono svolte diverse proteste. i membri di un gruppo anti-Trump muniti di pistole e mazze da baseball, hanno marciato vicino al municipio di Houston.[29]
- A Kansas City, i manifestanti si sono riuniti al Mill Creek Park per chiedere che ogni voto venga conteggiato.[28]
- A Minneapolis, la polizia ha arrestato e poi in seguito rilasciato 646 manifestanti che stavano bloccando l'interstate 94.[29]
- A Manhattan, manifestanti e polizia si sono scontrati vicino all'Union Square, provocando 25 arresti. Molte armi sono state sequestrate dalla polizia.[28]
- A Pittsburgh, diverse proteste sono state organizzate da gruppi quali Pittsburgh United, United Steelworkers, Pennsylvania Interfaith Impact Network e Bend the Arc per "contare ogni voto".[29]
- A Seattle, centinaia di persone sono scese in piazza per chiedere un conteggio completo di tutti i voti elettorali e fermare le sfide di Trump per fermare il conteggio in alcuni swing states.[28]

#### 5 novembre
- A Filadelfia, gruppi di manifestanti anti-Trump si sono riuniti fuori dal Philadelphia Convention Center dove venivano conteggiati i voti elettorali, con cartelli con gli slogan "Count every vote" oppure "Black votes matter". I manifestanti pro-Trump presenti, al contrario, mostravano gli slogan "Fermate il conteggio" e "Make America Great Again".[29]

## Anti-Trump e anti-Biden
A Portland, centinaia di anarchici e antifascisti hanno protestato contro entrambi i candidati alla presidenza. I manifestanti sfoggiavano cartelli con scritto "Le comunità forti rendono i politici obsoleti" e "Non vogliamo Biden, vogliamo vendetta". Una piccola porzione di manifestanti ha iniziato a protestare vicino ad una struttura di detenzione ICE e la Guardia nazionale dell'esercito dell'Oregon è dovuta intervenire. 17 manifestanti sono stati arrestati.